# Sámara
Sámara är en ort i Costa Rica.   Den ligger i provinsen Guanacaste, i den västra delen av landet, 160 km väster om huvudstaden San José. Sámara ligger 10 meter över havet och antalet invånare är 1 071.
Terrängen runt Sámara är kuperad åt nordost, men söderut är den platt. Havet är nära Sámara söderut.  Det finns inga andra samhällen i närheten. I omgivningarna runt Sámara växer huvudsakligen savannskog.